# Apoplophora pantotrema
Apoplophora pantotrema är en kvalsterart som först beskrevs av Berlese 1913.  Apoplophora pantotrema ingår i släktet Apoplophora och familjen Mesoplophoridae. Inga underarter finns listade i Catalogue of Life.